# Rohrendorf bei Krems
Rohrendorf bei Krems est une commune autrichienne du district de Krems en Basse-Autriche.